# Condado de Madison (Alabama)
El condado de Madison (en inglés: Madison County), es un condado del estado estadounidense de Alabama que fue fundado en 1808 y su nombre se le dio en honor al presidente James Madison. En el año 2000 tenía una población de 276 700 habitantes con una densidad de población de 133 personas por km². La sede del condado es Huntsville.

## Geografía
Según la oficina del censo el condado tiene una superficie total de 2106 km² (813,1 mi²), de los que 2085 km² (805,0193050193 mi²) son tierra y 21 km² (8,1 mi²) (0,98%) son agua.

### Ríos
- Río Tennessee
- Río Flint
- Río Paint Rock

### Condados adyacentes
- Condado de Lincoln - norte
- Condado de Franklin - noreste
- Condado de Jackson - este
- Condado de Marshall - sureste
- Condado de Morgan - suroeste
- Condado de Limestone - oeste

### Principales carreteras y autopistas
- Interestatal 565
- U.S. Autopista 72
- U.S. Autopista 231
- U.S. Autopista 431
- Carretera estatal 53
- Carretera estatal 255

### Transporte por ferrocarril
Las compañías que disponen de servicio son:
- Norfolk Southern Railway
- Huntsville and Madison County Railroad Authority

## Demografía
Según el 2000 la renta per cápita media de los habitantes del condado era de 44 704 dólares y el ingreso medio de una familia era de 54 360 dólares. En el año 2000 los hombres tenían unos ingresos anuales 40 779 dólares frente a los 26 534 dólares que percibían las mujeres. El ingreso por habitante era de 23 091 dólares y alrededor de un 10,50% de la población estaba bajo el umbral de pobreza nacional.

## Ciudades y pueblos
- Gurley
- Harvest
- Hazel Green
- Huntsville (de modo parcial)
- Madison (de modo parcial)
- Meridianville
- Moores Mill
- New Hope
- New Market
- Owens Cross Roads
- Redstone Arsenal
- Triana
- Toney

## Espacios protegidos
Dispone de parte del Wheeler National Wildlife Refuge que está gestionado junto con los condados de Limestone y Morgan y se encuentra en la ribera del río Tennessee y tiene una extensión de 142 km².